# Décennie 1470 en architecture
| Années de l'architecture : 1467 - 1468 - 1469 - 1470 - 1471 - 1472 - 1473    |
| Décennies de l'architecture : 1440 - 1450 - 1460 - 1470 - 1480 - 1490 - 1500 |

Cet article présente les faits marquants de la décennie 1470 en architecture.

## Événements
- 1474 : le shogun Yoshimasa Ashikaga, se retire à Higashiyama, près de Kyōto, au pied des « montagnes de l’Est »[1]. Il s’entoure de « compagnons » (dōbōshū), artistes professionnels souvent d’origine modeste et fidèles de l’école amidiste de l’« Instant ». Avec eux il invente le « style de bibliothèque » (shoin-zukuri), qui reste le canon de l’architecture traditionnelle japonaise[2]. Jusqu’alors faite pour recevoir et prier, les maisons aristocratiques sont désormais conçues pour travailler au milieu des livres. La notion de confort alliée à une élégance simple cède le pas à celle de mise en scène.
- 1474 :  l'architecte italien Aristote Fioravanti est invité à Moscou par Ivan III[3] ; il est suivi par Marco Ruffo (1485), Pietro Solario (1490), Alevisio da Milano (1494), Alevisio Novi (1503)[4].
- 1475 : Jubilé à Rome. Dès l'automne 1474, Sixte IV se proclame restaurator urbis pour l’embellissement de Rome en continuité avec le programme de Nicolas V[5]. Il retire l’urbanisme des prérogatives de la commune de Rome[6] et entreprend de faciliter les communications entre le Vatican et la ville, développe et protège le Borgo du Vatican, et ouvre des passages vers le centre de Rome depuis la porte du Peuple, lieu d’arrivée de la voie Flaminia au Nord et de la majorité des pèlerins. Il reconstruit quarante églises et en fonde sept nouvelles, dont Sainte-Marie-du-Peuple et Sainte-Marie-de-la-Paix. Il construit le premier pont moderne sur le Tibre, le pont Sisto[7].

## Réalisations
- 1470 : à Florence, la restauration de la façade de l’église gothique Santa Maria Novella par Léon Battista Alberti est achevée[8].

- 1471 : construction de Provand's Lordship (en), un manoir à Glasgow, la plus ancienne maison de la ville[9].
- 1471-1474 : reconstruction de la Bibliothèque vaticane à Rome[10].
- 1472-1474 : construction du complexe de Qaitbay au Caire (mausolée, mosquée, madrasa)[11].
- 29 avril 1473 : début de la construction du pont Sisto à Rome[12], en vue du Jubilé de 1475[13].
- 1473 :
  - Yoshimasa Ashikaga fait construire le « Ginkaku-ji » (Pavillon d’Argent) à Kyōto, au Japon[14].
  - début des travaux de la façade de la chartreuse de Pavie, commencée par Guiniforte Solari et décorée par Cristoforo, Antonio Mantegazza et Amadeo[15], achevés en 1495[16].
- 1473-1481 : construction de la chapelle Sixtine à Rome[10].
- 1474 : début de la construction du mur de l'Ordos, partie de la grande Muraille Ming en Chine, qui mobilise 40 000 travailleurs[17].

- 1475-1478 : la construction du palais de Topkapı à Istanbul est achevée[18].
- 1475-1479 : Fioravanti dirige la construction de la cathédrale de la Dormition de Moscou[19].
- 1475-1490 : reconstruction de l'abbaye de Sherborne par William Smyth[20].
- 1477-1504 : construction de l'église du couvent de San Juan de los Reyes à Tolède sur les plans de Jean Goas[21].

- 1478-1481 : construction de la maison de la Hanse à Bruges, dite « Oosterlingenhuis » selon les plans du maître-maçon Jan van de Poele[22].

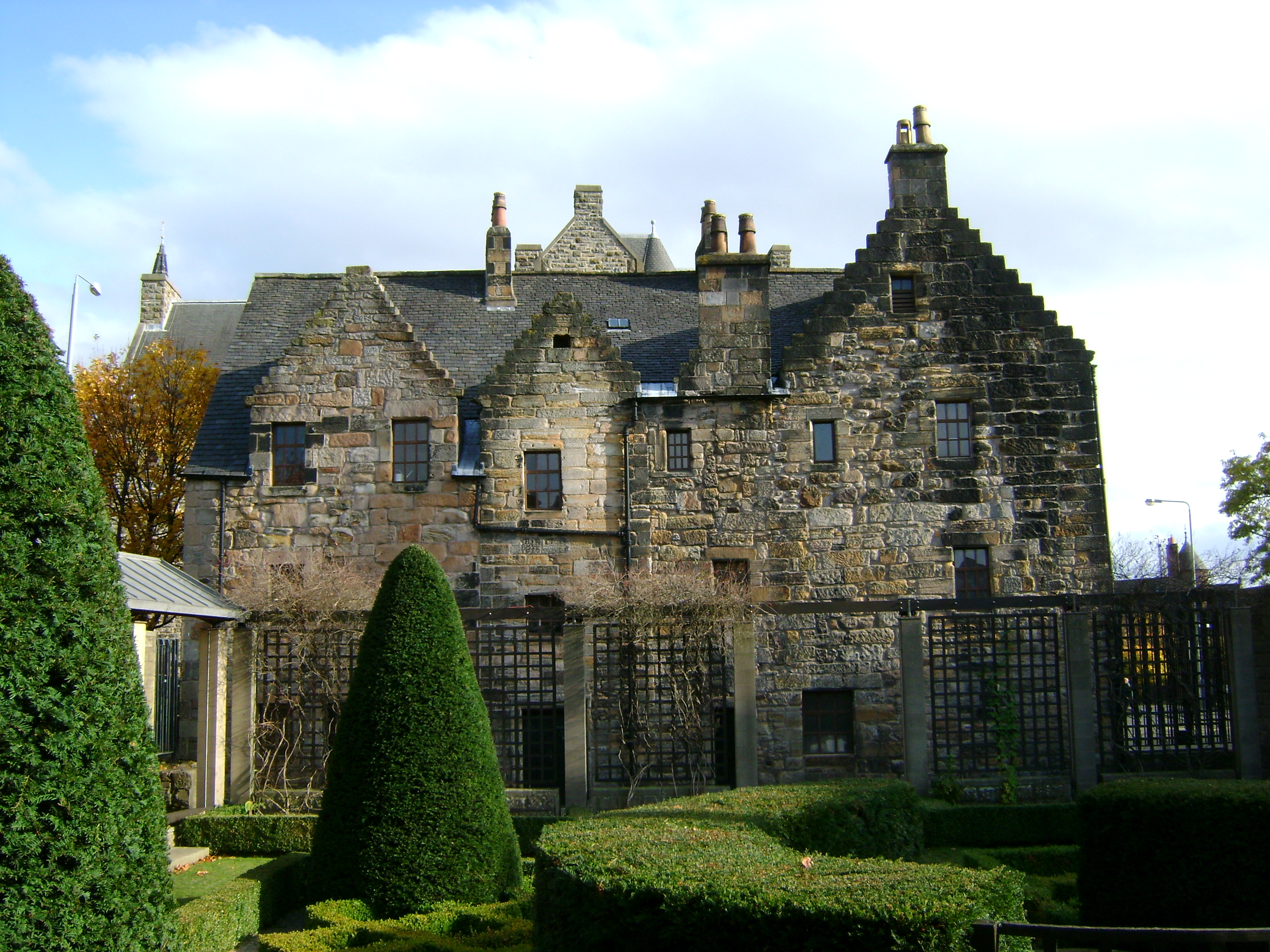
Provand's Lordship, Glasgow
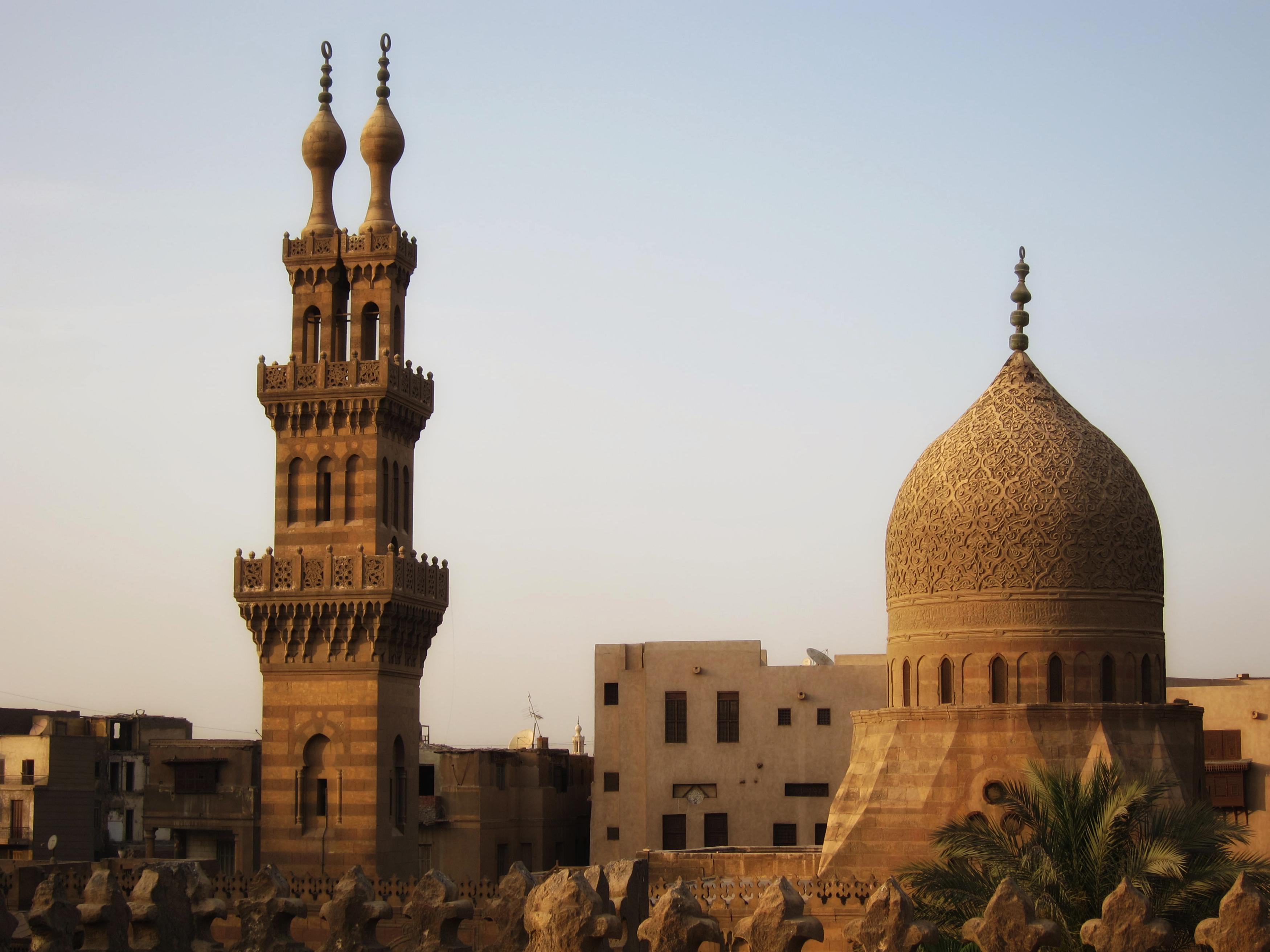
La mosquée de Qaitbay au Caire
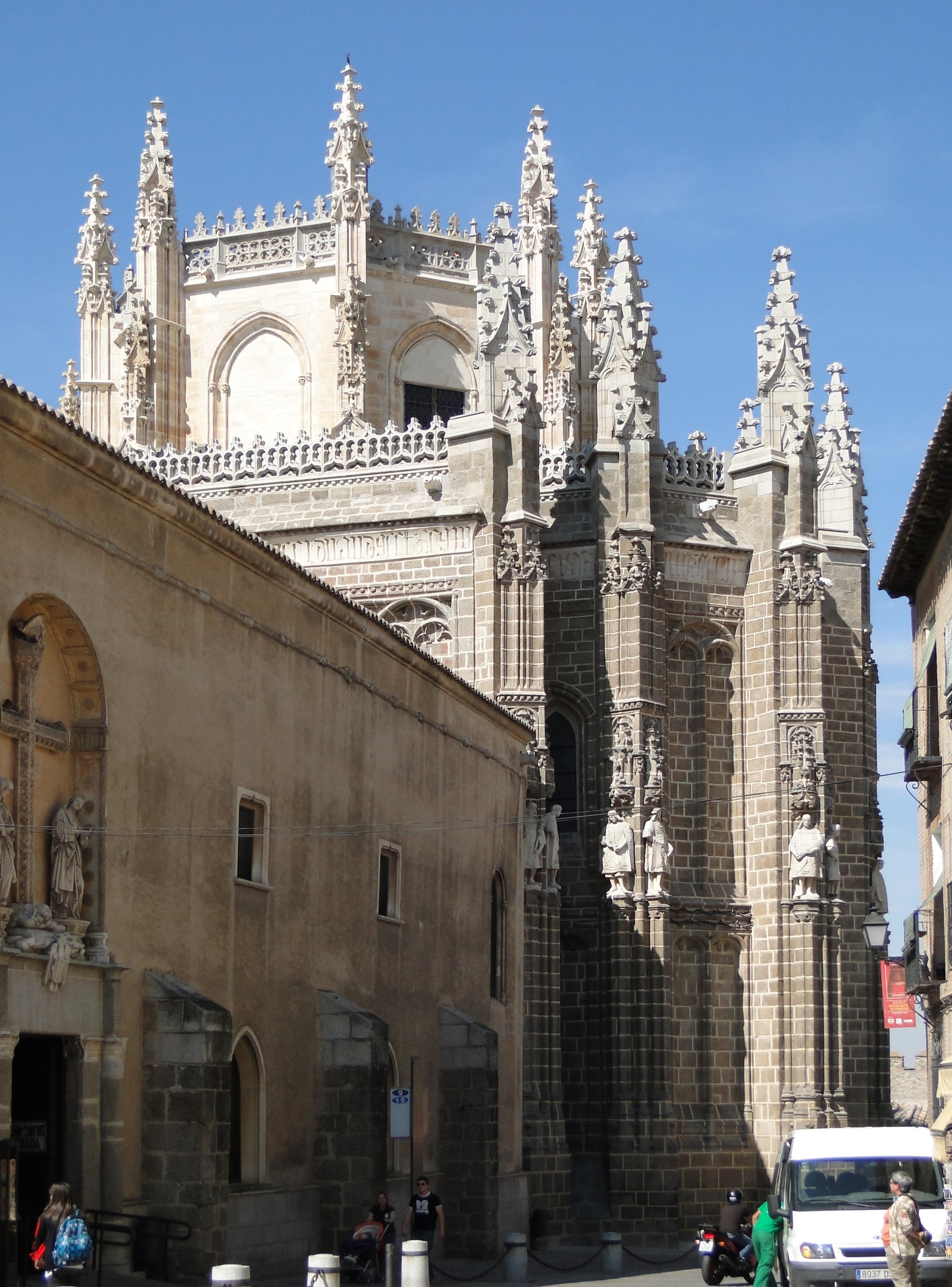
Monastère de San Juan de los Reyes, Tolède

## Naissances
- 6 mars 1475 : Michel-Ange (Michelangelo di Lodovico Buonarroti Simoni) né à Caprese en Toscane († 18 février 1564)
- 6 septembre 1475 :  Sebastiano Serlio né à Bologne († 1554 à Fontainebleau)

## Décès
- 25 avril 1472 : Leone Battista Alberti (° 14 février 1404)
- vers 1472 : Michelozzo (° 1391 à Florence)
- 1475 : Georges du Gerdil